# Seefeld in Tirol
Seefeld in Tirol, původně zemědělská ves, je nyní největším turistickým centrem v okrese Innsbruck-venkov v rakouské spolkové zemi Tyrolsko. Žije zde přibližně 3 500 obyvatel. Ves leží 17 km severozápadně od Innsbrucku na náhorní plošině mezi Wettersteinem a Karwendelem na obchodní stezce z Mittenwaldu do Innsbrucku, která byla důležitá od středověku.

## Historie
První písemná zmínka pochází z roku 1022. Od 14. století je poutním místem těžícím nejen z návštěvy množství poutníků, ale také z práva skladu na obchodní cestě mezi Augsburgem a Benátkami. Již od 14. století byl zde zpracováván bitumen (tyrolský břidlicový olej). Seefeld byl už před rokem 1900 známým výletním místem, od třicátých let 20. století je jedním z nejznámějších lyžařských středisek a patří k nejnavštěvovanějším turistickým oblastem Rakouska. V místě se dvakrát konaly soutěže zimních olympiád a rovněž dvakrát Mistrovství světa v klasickém lyžování. V obci žil lyžař Anton Seelos, olympijský vítěz a objevitel carvového oblouku.

## Kultura a pamětihodnosti

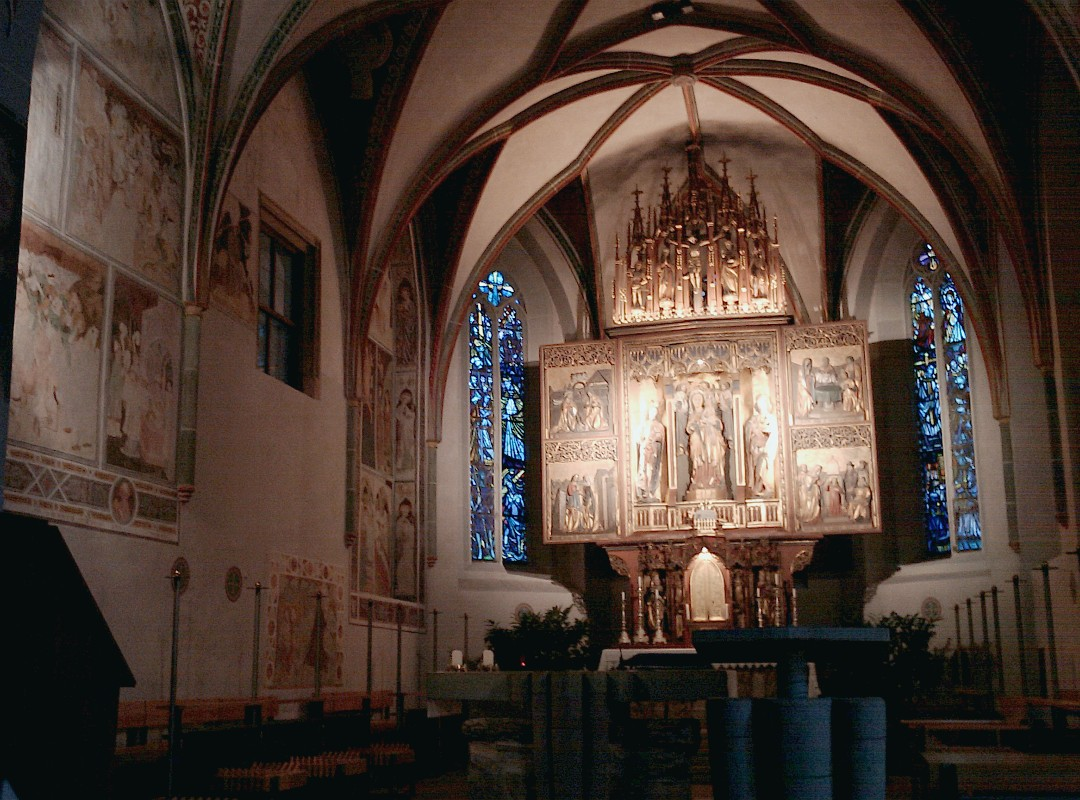
Nástěnná malba v kostele svatého Osvalda

- Farní a poutní kostel svatého Osvalda z 15. století
- Bývalý augustiniánský klášter západně od kostela přestavěný na pětihvězdičkový hotel. Založen roku 1516 Maxmiliánem I. Habsburským
- Fara nad kostelem jižním směrem
- Jezerní kostel svatého Kříže (Seekirchl) v západní části obce, symbol Seefeldu, který nechal postavit arcivévoda Leopold V. Habsburský podle návrhu innsbruckého dvorního architekta Christopha Gumppa v barokním stylu (postaveno 1629 - 1666), malby od Josefa Antona Puellachera
- Lesní hřbitov na východním okraji obce s kaplí a památníkem obětí transportu smrti zemřelých koncem dubna 1945 na cestě z koncentračního tábora Dachau
- Poustevna a ruiny hradu Schlossberg severně od obce
- Milník původně bez ozdob, snad z dob Římanů. Mohutný kříž byl vyryt později[2]

### Turistika
Každoročně v Seefeldu přenocuje více než jeden milion turistů, tím se řadí k nejnavštěvovanějším turistickým cílům v Tyrolsku. Nejen kvůli lyžování v zimě, ale je také východiskem pěších tůr v létě. Seefeld je významným běžkařským centrem. Během Zimní olympiády v roce 1964 a znovu v roce 1976 se Seefeldu konaly soutěže v severských disciplínách. V letech 1985 a 2019 byl Seefeld dějištěm Mistrovství světa v klasickém lyžování.

## Galerie

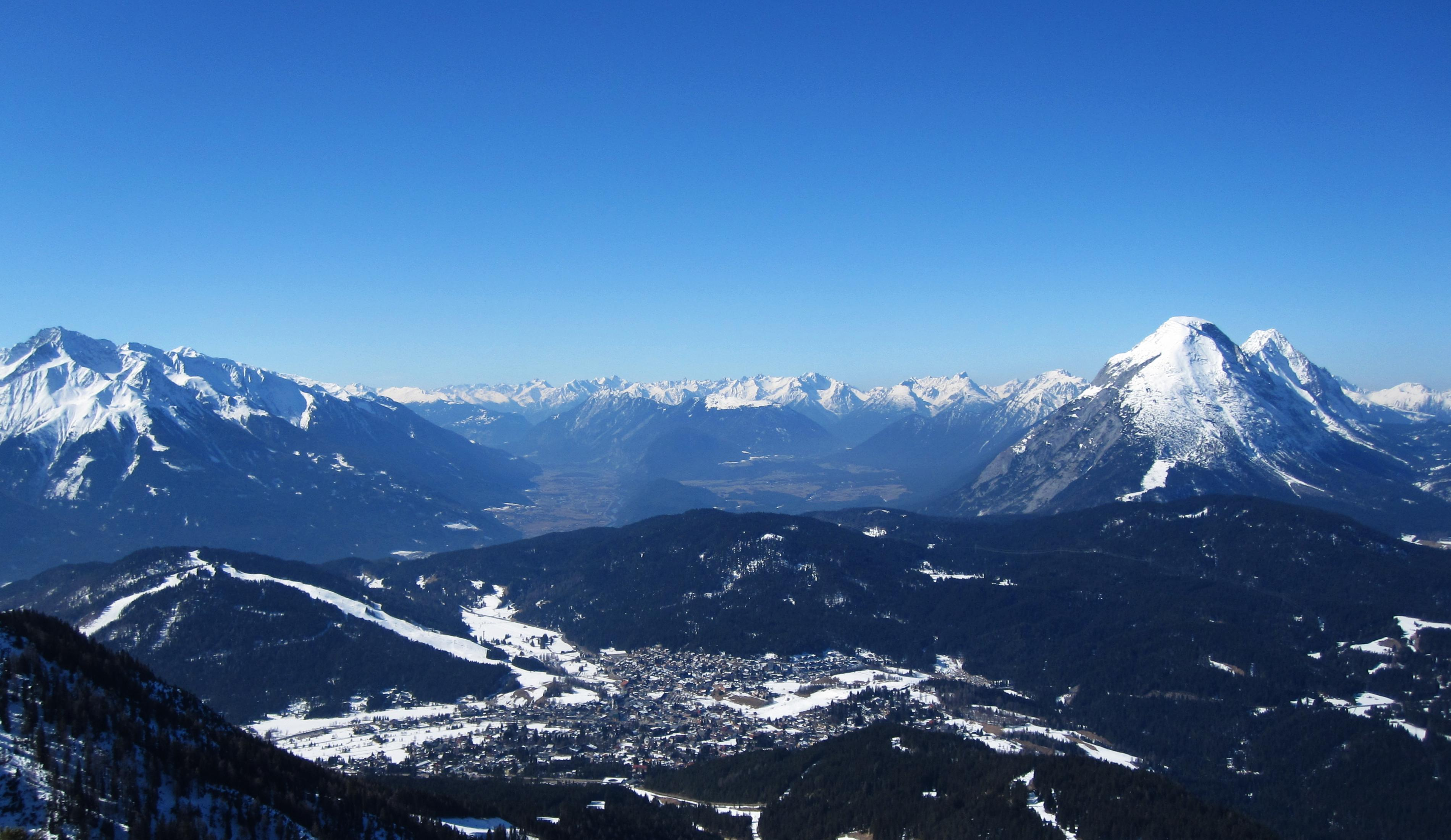
Pohled ze Seefelder Joch
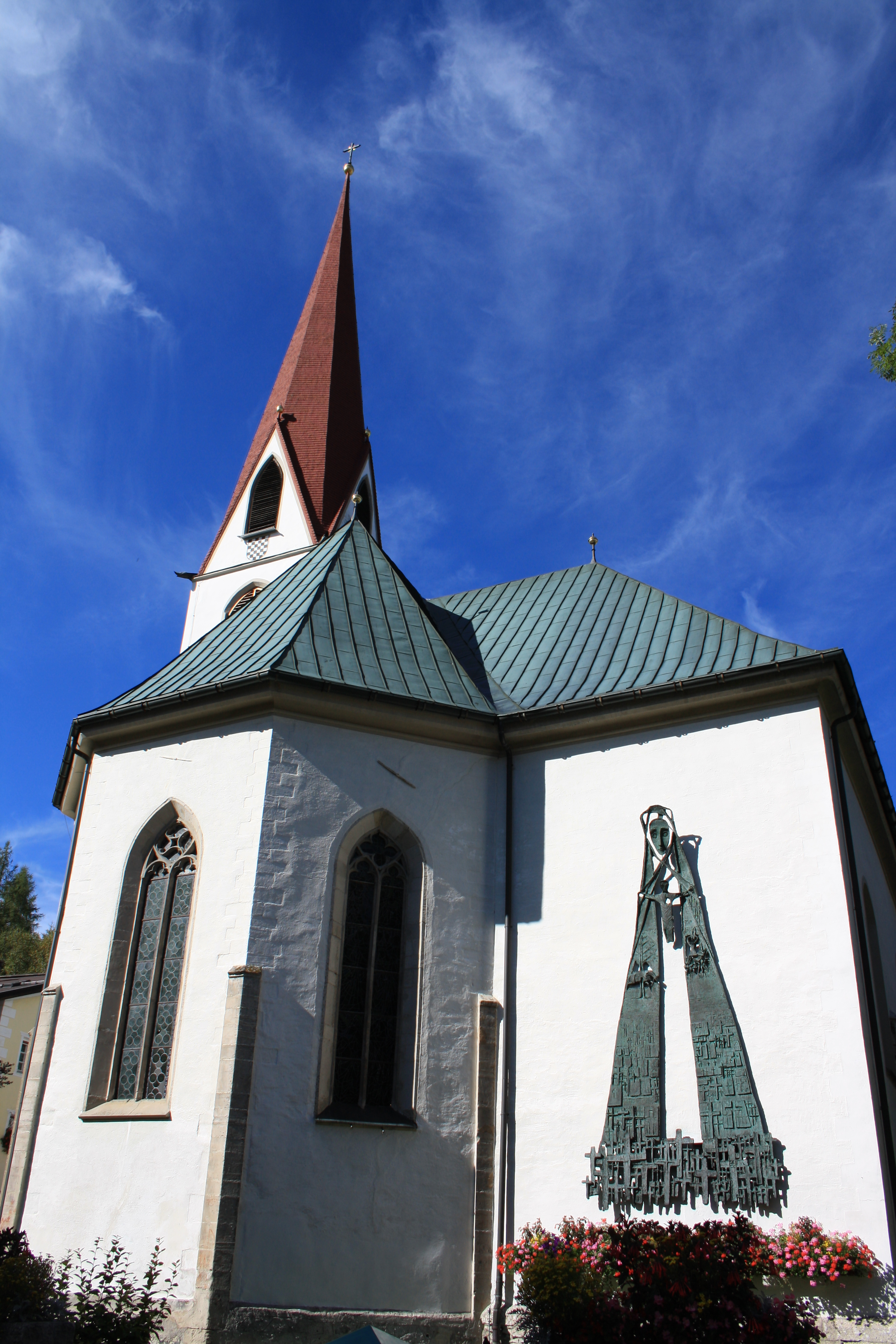
Farní kostel svatého Osvalda
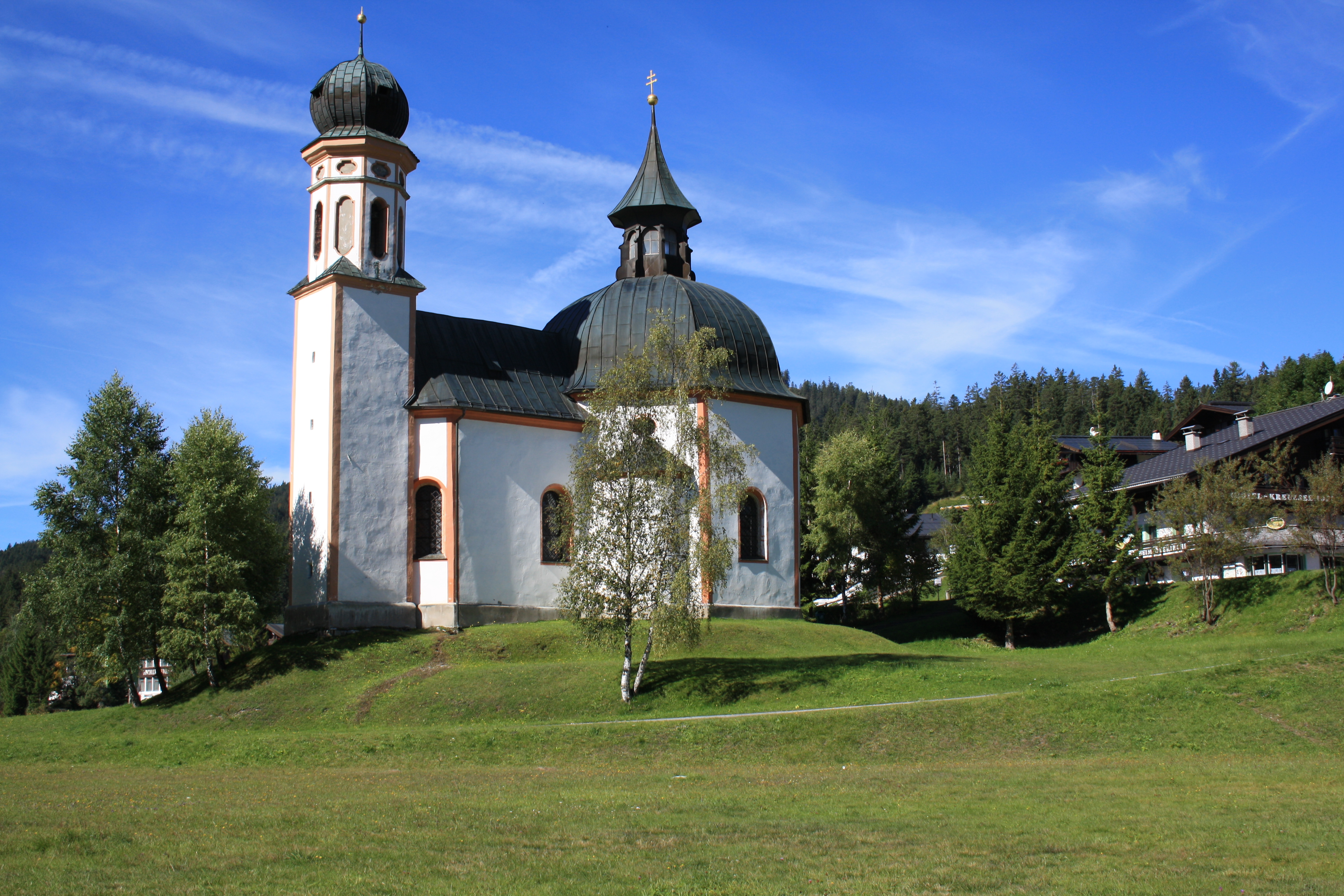
Kostel svatého kříže
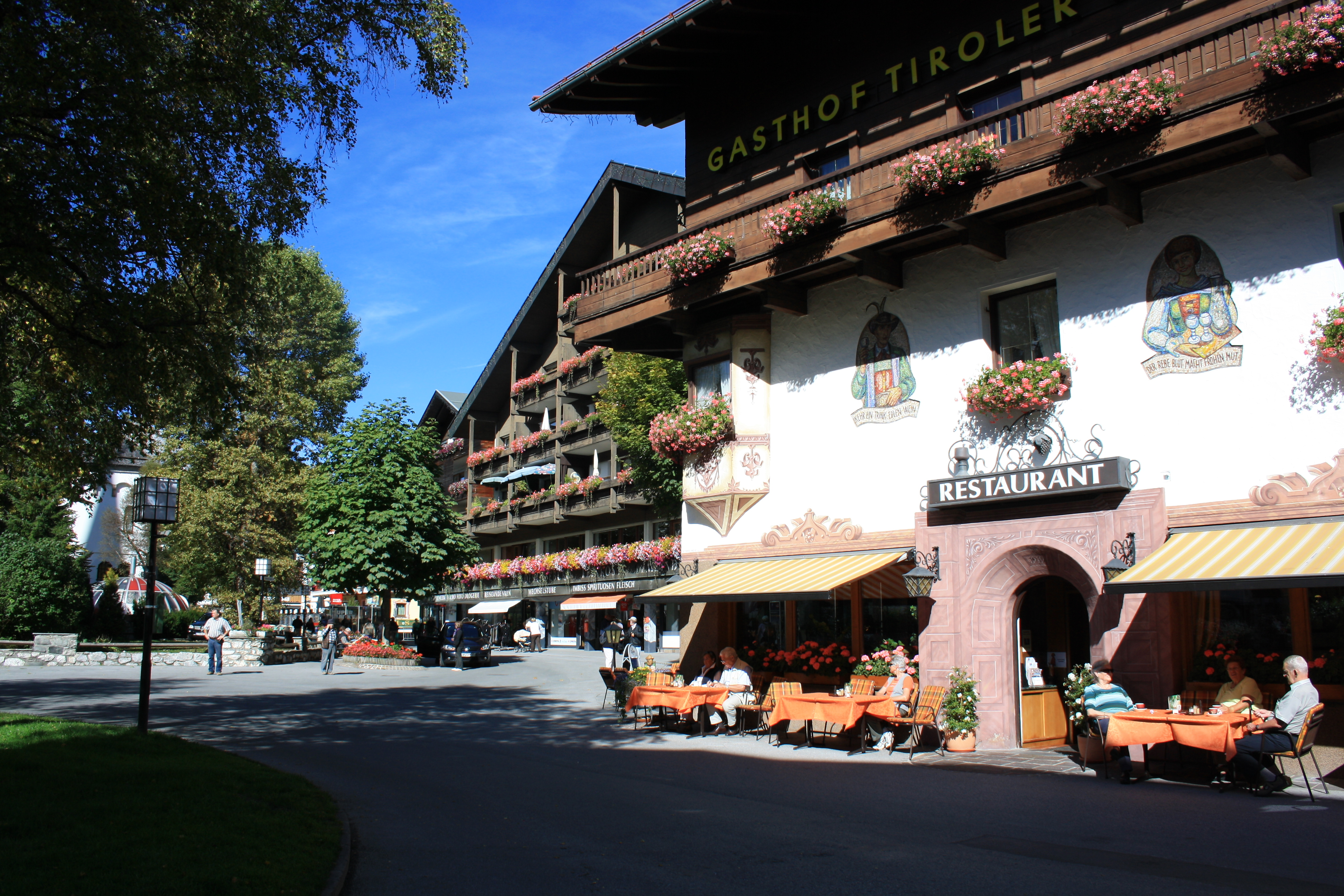
Ústřední náměstí